# Браунсборо (Техас)
Браунсборо (англ. Brownsboro) — місто (англ. city) в США, в окрузі Гендерсон штату Техас. Населення — 1212 особи (2020).

## Географія
Браунсборо розташоване за координатами 32°17′54″ пн. ш. 95°36′47″ зх. д. / 32.29833° пн. ш. 95.61306° зх. д. (32.298420, -95.613042).  За даними Бюро перепису населення США в 2010 році місто мало площу 6,15 км², уся площа — суходіл.

## Демографія
Згідно з переписом 2010 року, у місті мешкало 1039 осіб у 353 домогосподарствах у складі 265 родин. Густота населення становила 169 осіб/км².  Було 421 помешкання (69/км²).
Расовий склад населення:
| - 83,0 % — білих - 2,9 % — чорних або афроамериканців - 0,3 % — корінних американців - 12,6 % — осіб інших рас |

До двох чи більше рас належало 1,3 %. Частка іспаномовних становила 15,6 % від усіх жителів.
За віковим діапазоном населення розподілялося таким чином: 32,7 % — особи молодші 18 років, 58,5 % — особи у віці 18—64 років, 8,8 % — особи у віці 65 років та старші. Медіана віку мешканця становила 31,7 року. На 100 осіб жіночої статі у місті припадало 93,8 чоловіків;  на 100 жінок у віці від 18 років та старших — 85,9 чоловіків також старших 18 років.
Середній дохід на одне домашнє господарство  становив 51 706 доларів США (медіана — 45 761), а середній дохід на одну сім'ю — 55 684 долари (медіана — 49 500). Медіана доходів становила 46 375 доларів для чоловіків та 27 019 доларів для жінок. За межею бідності перебувало 10,9 % осіб, у тому числі 14,3 % дітей у віці до 18 років та 16,5 % осіб у віці 65 років та старших.
Цивільне працевлаштоване населення становило 366 осіб. Основні галузі зайнятості: освіта, охорона здоров'я та соціальна допомога — 22,7 %, роздрібна торгівля — 14,2 %, виробництво — 12,3 %, будівництво — 10,7 %.